# Michael Costello
 (mai 2022).
Michael Costello est un créateur de mode rom de Los Angeles. Il a participé à Projet haute couture. Des célébrités comme Jennifer Lopez, Nicki Minaj, Rita Ora, Beyonce ou encore Kim Kardashian ont porté ses robes.

## Biographie

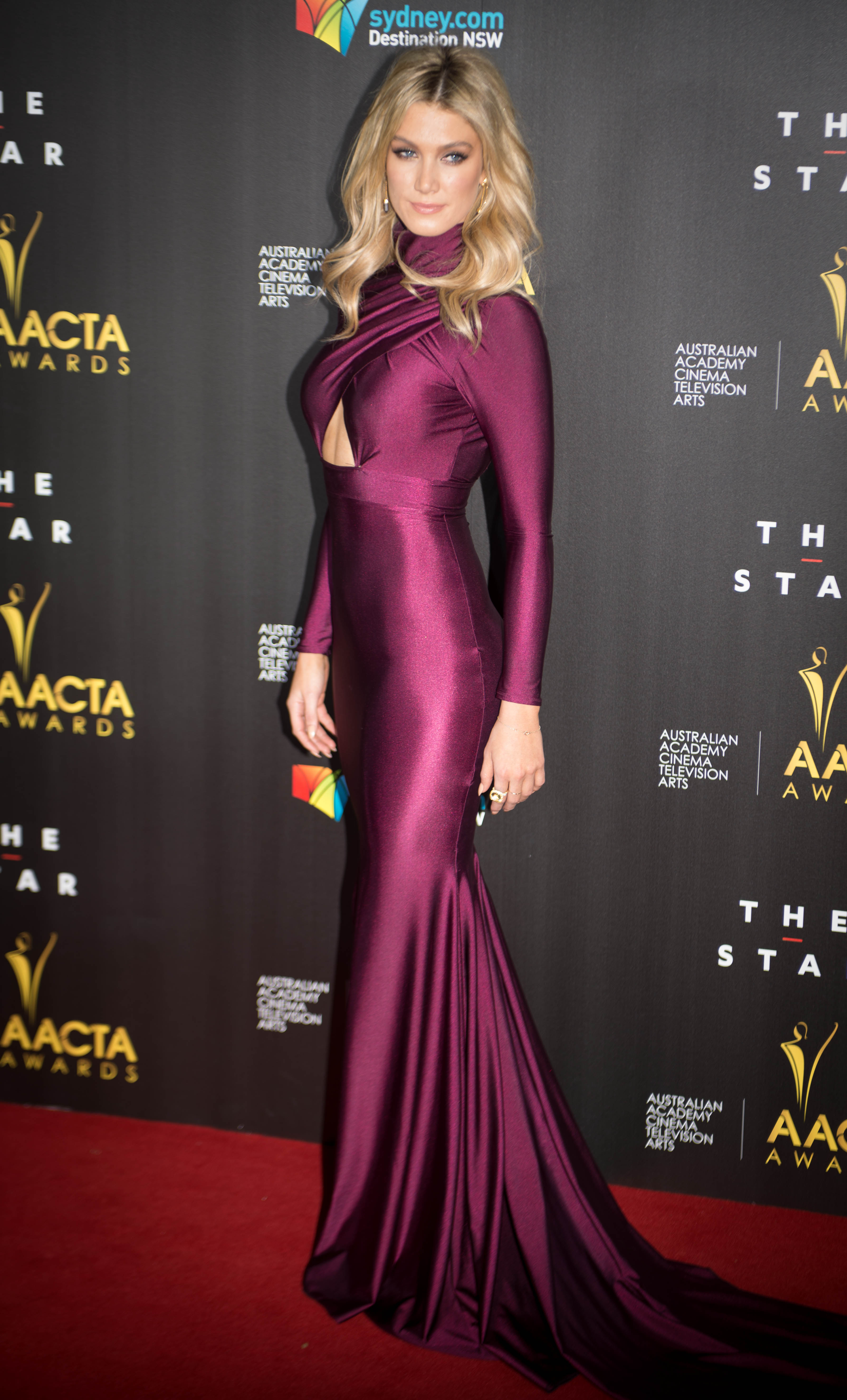
wearing a dress made by Costello

Il a été élevé à Palm Springs, en Californie. Il a étudié à Will Rogers Lycée de Tulsa, Oklahoma, États-Unis (1998-1999). Il était sur la saison de Project Runway huit. Il a terminé à la quatrième place des 17 participants sur le spectacle. Sa ligne de vêtements a été présentée à la Semaine de la mode Mercedes-Benz et de la Semaine de la mode de Los Angeles. Célébrités dont Beyoncé, Kesha, Lady Gaga, Caitlyn Jenner, Rita Ora, Katy Perry, Jennifer Lopez, Ariana Grande, Carmen Electra et Kim Kardashian ont célèbre porté ses vêtements. Il a conçu des robes pour la fête de mariage de Kim Kardashian. Il fait sur mesure robe de Beyoncé quand elle est arrivée à la 56e cérémonie des Grammy Awards, où les Los Angeles Times a dit qu'elle "a volé le défilé de mode". Caitlyn Jenner portait une de ses robes pour la bande-annonce de son émission de télévision I Am Cait. Costello est bien connu pour sa longue, de belles robes de sirène. Il est apparu sur L.Un Good Day.